# Àncora de capa

Una àncora de capa

Una àncora de capa o àncora flotant és un dispositiu lligat a un bot en una línia llarga subjecte a el buc. Un àncora de capa sol usar-se per disminuir la velocitat de el pot sota l'acció de vent o d'una tempesta per protegir el buc del cop en baixar de les onades o per reduir el moviment de l'embarcació.
Un àncora de capa funciona proporcionant resistència en ser arrossegada a través de l'aigua. Un dispositiu similar és el paracaigudes de frenada d'un avió, tot i que és molt més gran que una àncora de capa. Tots dos dispositius compten amb cordes de recuperació com a ajuda després del desplegament.

## Ús
La majoria de les àncores de capa són desplegades amb un desfasament de la meitat de la longitud de l'ona prevalent, d'aquesta manera mentre l'àncora de capa puja l'onada, el pot descendeix de la mateixa. Les cordes de niló són àmpliament utilitzades per implicar àncores de capa gràcies a la capacitat per absorbir l'impacte per la càrrega per estirament. No obstant això, alguns investigadors afirmen que utilitzar un material menys elàstic acompanyat d'una cadena pesada ajuda a mantenir constant la força durant el desplegament fent l'àncora més efectiva durant una tempesta.

## En la ficció
Al llibre Almirall Hornblower a les Índies De l'Oest per CS Forester, una àncora és en secret feta durant la nit per la tripulació del Hornblower i lligada a el timó d'un vaixell d'esclaus per retardar després que deixarà el seu port segur matí següent. Aquesta maniobra permet el vaixell de Hornblower superar el vaixell negrer que d'altra manera seria més ràpid i poder així alliberar els captius. Aquesta particular àncora de capa està feta de tela de vela i per una àncora convencional.